# Шегаль, Григорий Михайлович
Григорий Михайлович Шегаль (1889—1956) — советский живописец, член-корреспондент Академии художеств СССР (1954).

## Биография
Григорий Шегаль родился в 1889 году. Учился в Петербурге в Рисовальной школе ОПХ (1912-16) у Аркадия Рылова, Николая Рёриха, Ивана Билибина, а также в Академии художеств (1917-18) у Гуго Залемана, и в московском ВХУТЕМАСе (1922-25) у Александра Шевченко.
Преподавал в Московском художественном институте (1937-41) и ВГИКе (1945-56). Член АХРР с 1926. Работал в области историко-революционного («Бегство Керенского из Гатчины в 1917 году», 1938, ГТГ, «Расстрел железнодорожников колчаковцами в Кизеле в 1919 году», 1949, Киевский музей русского искусства) и бытового жанров, писал пейзажи («Март. Голубые тени», 1946, ГТГ), натюрморты и портреты, исполненные в тонкой, высветленной колористической гамме.
Скончался художник в 1956 году. Похоронен на Введенском кладбище (Москва) уч. 3.

## Сочинения
- Колорит в живописи, М., 1957.

## Интересные факты
- 1938 год — Григорий Шегаль закончил картину «Бегство Керенского из Гатчины»[2], на которой главный герой изображён в женской одежде[3]; репродукция картины впоследствии была растиражирована советскими учебниками. (Миф о «женском платье Керенского» был успешно подхвачен как официальной пропагандой, так и народной молвой.)